# جامعة سنشو
جامعة سنشو (باليابانية: 専修大学) هي جامعة خاصة تقع في مدينة تشيودا، قلب طوكيو، اليابان.